# 아르헨티나 여자 축구 국가대표팀
아르헨티나 여자 축구 국가대표팀(스페인어: Selección femenina de fútbol de Argentina 셀렉시온 페메니나 데 푸트볼 데 아르헨티나[*])은 아르헨티나를 대표하는 여자 축구 대표팀으로 아르헨티나 축구 협회에서 관리한다. 강호로 불리고 있는 남자 대표팀과는 달리 여자 대표팀은 전력이 약한 최약체팀으로 분류되고 있으며 1993년 12월 3일 칠레와의 국제 경기 데뷔전에서 3-2로 승리를 거두었다.

## 개요
아르헨티나 여자 축구는 한동안 남자 축구의 그늘에 가려져 있었고 여자 필드 하키와 여자 배구에 비해 인지도가 낮아 별다른 주목을 받지 못했지만 아메리카 대륙에서 치러지는 국제 대회에서만큼은 꾸준히 4강 이상의 성적을 거두며 성장세에 있는 추세다. 그러나 남자 대표팀, 여자 대표팀이 모두 강호로 불리고 있으며 실력차가 동등한 같은 대륙의 브라질과는 정반대로 아르헨티나는 여전히 남녀 축구 대표팀간의 실력차가 매우 극심하며 특히 하계 올림픽 금메달, FIFA 월드컵 우승 등의 화려한 성과를 남긴 남자 대표팀과는 달리 여자 대표팀은 하계 올림픽이나 FIFA 여자 월드컵 등의 세계 대회에서는 이렇다할 성과를 거두지 못하고 조별리그에서 번번이 탈락의 고배를 마시고 있다.

## 국제 대회 경력

### FIFA 여자 월드컵
여자 월드컵 본선에는 4번 출전하여 4번의 모두 토너먼트 문턱을 밟아보지도 못하고 조별리그에서 계속 탈락했고 그나마 2019년 대회 2무 1패는 아르헨티나 여자 대표팀이 여자 월드컵에서 거둔 가장 좋은 성적이지만 현재까지 여자 월드컵 본선에서 단 1승도 거두지 못하고 있다.

### 코파 아메리카 페메니나
코파 아메리카 페메니나에는 9번 출전하여 자국에서 열린 2006년 대회에서 사상 첫 국제 대회 우승을 거머쥐었고 이전 3번의 대회(1995년, 1998년, 2003년)에서는 3연속 준우승을 차지하는 등 9번의 대회에서 모두 4위 이상의 좋은 성적을 거두었다.

### 팬아메리칸 게임
팬아메리칸 게임에는 5번 출전하여 처음으로 출전한 2003년 대회에서는 4위에 올랐고 이후 3번의 대회에서는 조별리그에서 탈락했으나 마침내 2019년 대회에서 은메달을 목에 걸면서 아르헨티나 여자 축구 역사상 첫 팬아메리칸 게임 축구 메달 획득에 성공했다.

### 하계 올림픽
하계 올림픽 본선에는 2008년 대회에 유일하게 참가하여 이 대회에서 금메달을 따낸 U-23 남자대표팀과는 달리 정작 여자대표팀은 3전 전패의 처참한 성적으로 8강 진출에 실패했고 이후 현재까지 올림픽 본선 기록이 전무하다.

### 남아메리카 게임
남아메리카 경기 대회 2번의 대회에 모두 출전하여 이 가운데 첫 대회인 2014년 대회에서 금메달을 목에 걸면서 남아메리카 경기 대회 여자 축구 초대 챔피언에 등극했다.

## 성적

### FIFA 여자 월드컵
| 연도   | 결과           | 경기수         | 승리           | 무승부         | 패배           | 득점           | 실점           |                |
| ------ | -------------- | -------------- | -------------- | -------------- | -------------- | -------------- | -------------- | -------------- |
| 1991년 | 불참           | 불참           | 불참           | 불참           | 불참           | 불참           | 불참           | 불참           |
| 1995년 | 지역 예선 탈락 | 지역 예선 탈락 | 지역 예선 탈락 | 지역 예선 탈락 | 지역 예선 탈락 | 지역 예선 탈락 | 지역 예선 탈락 | 지역 예선 탈락 |
| 1999년 | 지역 예선 탈락 | 지역 예선 탈락 | 지역 예선 탈락 | 지역 예선 탈락 | 지역 예선 탈락 | 지역 예선 탈락 | 지역 예선 탈락 | 지역 예선 탈락 |
| 2003년 | 조별리그       | 3              | 0              | 0              | 3              | 1              | 15             |                |
| 2007년 | 조별리그       | 3              | 0              | 0              | 3              | 1              | 18             |                |
| 2011년 | 지역 예선 탈락 | 지역 예선 탈락 | 지역 예선 탈락 | 지역 예선 탈락 | 지역 예선 탈락 | 지역 예선 탈락 | 지역 예선 탈락 | 지역 예선 탈락 |
| 2015년 | 지역 예선 탈락 | 지역 예선 탈락 | 지역 예선 탈락 | 지역 예선 탈락 | 지역 예선 탈락 | 지역 예선 탈락 | 지역 예선 탈락 | 지역 예선 탈락 |
| 2019년 | 조별리그       | 3              | 0              | 2              | 1              | 3              | 4              |                |
| 2023년 | 조별리그       | 3              | 0              | 1              | 2              | 2              | 5              |                |
| 합계   | 출전 4회       | 12             | 0              | 3              | 9              | 7              | 42             |                |

### 올림픽 축구
- 1996년 ~ 2004년: 진출 실패
- 2008년: 조별 리그
- 2012년 ~ 2024년: 진출 실패

### 코파 아메리카 페메니나
- 1991년: 불참
- 1995년: 준우승
- 1998년: 준우승
- 2003년: 준우승
- 2006년: 우승
- 2010년: 4위
- 2014년: 4위
- 2018년: 3위
- 2022년: 3위

## 같이 보기
- 아르헨티나 축구 국가대표팀